# Bányai Sándor
Bányai Sándor a Pécsi Tudományegyetem címzetes egyetemi docense, élmény- és kalandpedagógiai tréner, felnőttképzési menedzser, szabadidő-szervező, táborszervező. A Kalandok és Álmok Élménypedagógiai és Animációs Szakmai Műhely vezetőtrénere, a Paamon Oktatási Tanácsadó Bt. ügyvezető igazgatója, a Zabhegyező Gyerekanimátorok Egyesületének alapító tagja.

## Végzettség
- 2003 – művelődési és felnőttképzési menedzser, Janus Pannonius Tudományegyetem
- 1995 – kulturális-menedzser, Bessenyei György Tanárképző Főiskola
- 1986 – tanító, Budapesti Tanítóképző Főiskola

## Szakmai tapasztalatok
- 2003-tól ügyvezető igazgató, tréner – Paamon Oktatási Tanácsadó Bt. Tréningek, képzőtáborok, akkreditált pedagógus továbbképzési programok és tanfolyamok szervezése és lebonyolítása, külső és nemzetközi kapcsolatépítés, forrás-szervezés, szervezetfejlesztés, gyerektáborok, gyerekszabadidős és kulturális rendezvények vezetése, szakmai-továbbképzési programok szervezése, konferenciaszervezés.
- 2014. január–2016. december – nemzetközi projektmenedzser, Zabhegyező Gyerekanimátorok Egyesülete Hungary-Slovakia-Romania-Ukraine ENPI CBC Programme 2007-2013 4Határ – Understand and Prevent Violence among Youth – “Uvia Youth” Iskolai Erőszakmegelőzés № HUSKROUA/1101/037c. nemzetközi projekt vezetése, tréningek, akkreditált pedagógus továbbképzési programok szervezése és lebonyolítása, külső és nemzetközi kapcsolatépítés, konferenciaszervezés.
- 1998–2003 – programiroda-vezető, Pedagógus-továbbképzési, Módszertani és Információs Központ, Pilisborosjenő Piaci alapú rendezvényszervezés, konferenciaszervezés, a Hotel Aura ügyvezetői-szintű irányítása, igazgatótanácsi tagság.
- 1990–1998 – szabadidő-szervező, iskolamenedzser, Kontyfa Középiskola, Általános Iskola és Óvoda Helyi és nemzetközi gyerekszabadidős és kulturális rendezvények szervezése, táborok, csereprogramok vezetése, irányítása, iskolavezetőségi tagság, pályázatírói és iskolamenedzseri tevékenység.

## Az élménypedagógiáról
Az „élménypedagógia” mint megközelítés, nem ismeretlen Magyarországon. A saját tapasztalaton alapuló tanulásnak, a tanórán kívüli oktatásnak és nevelésnek jelentős hagyományai vannak, gondoljunk csak a cserkészekre, az úttörőtáborokra, de akár az erdei iskola nagy hagyományú intézményére… Nézzük tehát, mit is értünk az élménypedagógia fogalma alatt, és hogyan használhatjuk eszközrendszerét nevelési céljaink elérésére!

### Az élménypedagógia (experiential education) fogalma
Az élménypedagógia és a tapasztalati tanulás kifejezések szinonimaként jelennek meg az angol experiental education szóösszetétel fordításaként. Élménypedagógiának a cselekvés általi tanulás és fejlődés egyik sajátos változatát nevezzük. A teljes megértésben segít a latin eredetű „educatio” szó elemzése. Ebben a szóban az „e” egy elöljárószó, amely később előképzőként is használatossá vált, jelentése: ’ki, kifelé’. A „duceo” ige annyit tesz, mint ’vezetni’.
Az élménypedagógia sokféle terápiás, nevelési, szabadidős és rehabilitációs stratégia szintézisét jelenti, a tapasztalati nevelés egyik formája, egyfajta alternatív módszer. Olyan elmélet és gyakorlat, amely során a tanulók az iskolán kívül vannak. A folyamat során a csoport tagjai különlegesnek számító helyzetekben, de biztonságos, kontrollált körülmények között valós következményekkel járó tapasztalatokban részesülnek, és a megszerzett tudással maguk kísérleteznek, ahelyett hogy mások tapasztalatait olvasnák vagy hallgatnák, ők maguk felelnek saját tanulásukért. Az élménypedagógia lényege, hogy cselekvésre készteti a résztvevőket. Provokál. Olyan helyzetet teremt, melyben a csoport tagjai késztetést éreznek arra, hogy próbára tegyék tudásukat, képességeiket, kreativitásukat. Saját fizikai, pszichikai képességeikkel szembesít, és ami talán ennél is fontosabb: a személyes élményre koncentrál. A végrehajtás után nagy gondot fordít az értékelésre, pozitív visszajelzések közvetítésére, a szituációban rejlő tanulságok levonására és a más területeken is alkalmazható készségek és képességek felismertetésére. A tevékenységek rendszere egy folyamatot alkot, amely lehetővé teszi, hogy mélyebbre jussunk pedagógiai céljaink elérésében, maximálisan kiaknázva a szituációban rejlő oktatási és fejlesztési lehetőségeket. A feldolgozás jellemzően csoportmunkában történik, amelyben a részvevők aktív részvétele szükséges. A tapasztalati tanulás valóságos dolgokhoz és fogalmakhoz kapcsolódó tapasztalatokat feltételez, nem csak olyanokat, amelyek kognitív (megismerésre vonatkozó) fogalmakhoz kötődnek. A tapasztalati tanulás nemcsak kognitív, hanem érzelmi fejlődéssel is jár. 

### Az élménypedagógia gyakorlati alapelvei
- Az számít élménypedagógiának, ha a gondosan kiválasztott élményeket értékeléssel, kritikus elemzéssel és összefogással támogatjuk.
- A gyakorlatok közben fontos, hogy a résztvevő kezdeményező legyen, hozzon döntéseket, tudja azt, hogy rajta múlik a végeredmény.
- A résztvevők intellektuálisan, érzelmileg, szociális, lelkileg és/vagy fizikailag is részesei a folyamatnak. A saját élmény okán hiteles számukra a tanulási helyzet.
- A tanulás eredményei személyesek, ezek alkotják a jövőbeli tapasztalatok és tanulás alapjait.
- Az élménypedagógiai program fejleszti és táplálja a kapcsolatokat: a résztvevők kapcsolatát önmagukkal, másokkal és a nagyvilággal.
- A facilitátor és a résztvevő megtapasztalja a sikert, kudarcot, kalandot, kockázatvállalást és bizonytalanságot, hiszen egy-egy élmény kimenetele nem jósolható meg előre.
- Az élménypedagógiai programok alkalmat teremtenek arra, hogy a facilitátorok és a résztvevők felfedezzék és megvizsgálják saját értékeiket.
- A facilitátor felismeri és erősíti a spontán tanulási lehetőségeket.
- A facilitátorok igyekeznek tisztában lenni elfogultságaikkal, ítéleteikkel, előítéleteikkel és azzal, hogy ezek miként hatnak a résztvevőkre.
- A tapasztalati tanulás megtervezésekor számolnunk kell a természetes következményekből, hibákból és sikerekből való tanulás lehetőségével. [2]

### Média
- Kossuth Rádió Minden időben című műsorában beszélgetés a Bárka táborról (Kossuth Rádió)
- Mozgás-élmény korlátok között (PilisTV)
- Verseny vagy közösségi élmény? – az élménypedagógia eszenciája (Felelős Szülők Iskolája)
- Bibliai élménypedagógiáról (Hírmozaik)
- Kossuth Rádió Vendég a Háznál című műsorában (Kossuth Rádió)
- Pedagógusok a korfontzónán túl (Erdélyi Figyelőben)
- Beszélgetés a Mária Rádióban Bányai Sándorral (Mária Rádió)
- Az élménypedagógiáról és a Kalandok és Álmok Szakmai Műhely Nagytáboráról (Móra-Net TV)
- Szabó András beszélgetése az élménypedagógiáról Bányai Sándorral - 1. rész (Civil Rádió)
- Szabó András beszélgetése az élménypedagógiáról Bányai Sándorral - 2. rész (Civil Rádió)
- Szabó András beszélget az élménypedagógiáról Bányai Sándorral - 3. rész (Civil Rádió)
- Szabó András beszélget az élménypedagógiáról Bányai Sándorral - 4. rész (Civil Rádió)
- Beszélgetés az élménypedagógiáról a Pulzus Rádióban - 1. rész (Pulzus Rádió)
- Beszélgetés az élménypedagógiáról a Pulzus Rádióban - 2. rész (Pulzus Rádió)